# Ed McGuinness
Pour les articles homonymes, voir McGuinness.
Edward « Ed » McGuinness (né en 1974) est un dessinateur de bande dessinée américain.

## Biographie
Né le 1er mars 1974 à Quincy, au Massachusetts, il découvre les comics quand un cousin lui offrira des comics de Spider-Man.
Après de courtes études, il fait ses débuts dans le monde des comics en 1995 en dessinant les deux premiers épisodes de Vampirella Strikes pour Harris Comics. Par la suite il travaille pour Marvel Comics sur plusieurs titres, avant de lancer avec Joe Kelly une série régulière de Deadpool en 1997, sur laquelle son style entre cartoon et manga est efficace.
Il quitte ensuite Marvel pour réaliser chez Awesome la mini-série en trois épisodes Fighting American : Rules of the Game scénarisée par Jeph Loeb. À son retour chez Marvel il passe brièvement sur Cable et Hulk, avant de repartir.
Il lance avec le scénariste Joe Casey (qu'il avait déjà côtoyé sur Hulk et Cable) la série Mr Majestic pour Wildstorm. Sa performance sur ce personnage inspiré de l'Homme d'Acier est telle qu'il se retrouve affecté à Superman avec le scénariste Jeph Loeb. Il y reste deux ans, contribuant au renouveau du personnage, avant de réaliser chez Wildstorm l'essentiel d'une mini-série de 5 épisodes consacrée aux Thundercats.
En 2003, il réalise le premier arc de la série Superman/Batman, encore une fois avec son collègue Jeph Loeb, avant de réaliser les trois premiers épisodes de la série dérivée de la Justice League of America, JLA Classified. Il revient ensuite sur Superman/Batman pour la conclusion du passage de Jeph Loeb.
Il a également réalisé de nombreuses couvertures et conçu un projet de dessin animé baptisé Holiday Heroes.
Il cite comme principales influences Arthur Adams et John Byrne, ainsi que les jeux vidéo de Capcom. Il vit dans le Maine avec sa femme et leurs quatre enfants.

## Publications
Les titres suivis d'un astérisque ont été traduits en français, même partiellement.
- Action Comics #800 (DC Comics, 2003) *
- Cable #58 (Marvel Comics, 1998) *
- Deadpool Vol.3 #1-9 (Marvel, 1997) *
- Fighting American : Rules of the Game #1-3 (Awesome Comics, 1997-1998)
- The Incredible Hulk Vol.2 #470-471 (Marvel, 1998) *
- JLA Classified #1-3 (DC, 2005) *
- Mr Majestic #1-6 (Wildstorm, 1999-2000) *
- Superman #154-157, 159-168, 171-173, 175, 177-178, 181-183 (DC, 2000-2001) *
- Superman/Batman #1-6 (DC, 2003-2004) *
- Superman: Lex 2000 #1 (DC, 2000)
- Thundercats  #1-2, 4-5 (Wildstorm, 2002-2003) *
- Vampirella Strikes #1-2 (Warren Publishing/Harris Publications, 1995)
- Wolverine '96 (Marvel, 1996) *
- X-Nation 2099 #6 (Marvel, 1996)

## Récompenses
- 2016 : Prix Inkpot